# Cherry Jam
Cherry Jam ist eine Jazz-EP von Don Cherry. Die im Oktober 1965 im Danmarks Radio Studio 2, Kopenhagen entstandenen Aufnahmen erschienen am 26. September 2020 auf Gearbox Records. Die Veröffentlichung erfolgte am Record Store Day 2020 in einer auf 2000 Exemplare limitierten und nummerierten Auflage. Die vier Stücke auf Cherry Jam stellen die früheste veröffentlichte Aufnahme von Don Cherry als Bandleader dar.

## Hintergrund
Die vier Titel einer Band um den Kornettisten Don Cherry entstanden 1965 in Kopenhagen; Don Cherry hatte dort 1963 mit Archie Shepp gespielt und aufgenommen, war im Herbst 1964 mit Albert Ayler auf Tournee gegangen und hatte 1966 ein Engagement im Cafe Montmartre. Die vorliegende Aufnahme stammt von dem Originalband einer Rundfunksendung von 1965, die vom nationalen dänischen Rundfunksender (Danmarks Radio) mitgeschnitten wurde. Im selben Jahr nahm Cherry  sein wegweisendes Blue Note-Album Complete Communion auf, mit Gato Barbieri am Tenorsaxophon, Henry Grimes am Kontrabass und Ed Blackwell am Schlagzeug.
Diese besondere Besetzung, bestehend aus dänischen Musikern, wurde jedoch nach dem ursprünglichen Ausstrahlungstermin nie mehr dargeboten. Diese vier Stücke zeigen Don Cherry inmitten seiner Transformation vom Sideman in der New Yorker Avantgarde-Jazzszene zum Leiter seiner eigenen Gruppen. Cherry spielt mit einer Band, die so eigens zusammengestellt wurde – Mogens Bollerup am Tenor, Atli Bjørn am Klavier, Benny Nielsen am Bass und Simon Koppel am Schlagzeug –, drei Originalkompositionen und einen Standard, den Rodgers-&-Hart Klassiker „You Took Advantage of Me“ von 1928.
Die dänischen Musiker um Cherry hatten sich großteils im Jazzhus Montmartre etabliert, wo sie auch amerikanische Solisten begleiteten. Pianist Atli Bjørn und sein Trio war dort seit 1962 tätig. Atli Bjørn und sein Bassist Benny Nielsen hatten dort anderthalb Jahre vor dieser Session mit Dexter Gordon gespielt, was einen Hinweis auf ihr Ansehen und ihren Stil zulasse, notierte Olie Brice; die Aufnahmen erschienen später als Album Cry Me a River (SteepleChase, 1978). Schlagzeuger Simon Koppel hatte 1965 Krzysztof Komeda begleitet (die Ergebnisse wurden später auf drei Alben veröffentlicht). Der Tenorsaxophonist Mogens Bollerup nahm mit John Tchicai und Cadentia Nova Danica das Album Afrodisiaca (MPS Records, 1969) auf, bei dem er auf einem Track Schlagzeug auf einer Benzintonne spielte.

## Titelliste
- Don Cherry – Cherry Jam (Gearbox Records. GB1559OBI)[4]

A1		The Ambassador from Greenland (Don Cherry) 5:33

A2		You Took Advantage of Me (Richard Rodgers, Lorenz Hart) 5:16

B1		Priceless (Don Cherry) 6:47

B2		Nigeria (Alvin Batiste, Don Cherry) 4:48

## Rezeption
Olie Brice schrieb in London Jazz News, nichts auf dieser Aufnahme deute darauf hin, dass Cherry nur noch zwei Monate von der Einspielung seines klassischen Blue Note-Albums Complete Communion entfernt war. So sei Cherry Jam im Grunde ein Hardbop-Album mit einer Pick-up-Band. Dennoch sei diese Band gut, so der Autor, Cherry klinge angenehm und dies biete ein erfreuliches Hören, wenn es auch nicht ein wesentlicher Bestandteil seiner Diskographie werde. Es sei jedoch bedeutend, drei weitere Cherry-Kompositionen vorliegen zu haben, von denen höchstwahrscheinlich keine anderen Fassungen aufgenommen wurden. Das Gearbox-Label habe einen absolut fantastischen Job mit der 12-Zoll-45/min-Platte gemacht; sie klinge angenehm schwer und wunderschön, in warmem und detailliertem Mono gepresst.
Nach Ansicht von Karl Ackermann, der das Album in All About Jazz rezensierte,  seien die Dänen bei der Session eine großartige Rhythmusgruppe, die Cherrys eigenartige Mischung aus Avantgarde, Free Jazz und Hardbop umsetzen könne. Als er mit dem Blue-Note-Album weiter in eine avanciertere Phase eintrat, sei Cherrys Richtung hier in raffiniertem Spektakel aus Klängen und Rhythmus aufgezeigt, scharf, kraftvoll und direkt. Cherry Jam sei zwar kurz, konzentriere aber viel Energie und Spaß auf der gegebenen Zeit.
Derek Ansell schrieb in Jazz Journal, Diese 22-minütige Vinyl-LP sei ein guter Kandidat für den Record Store Day gewesen, Die Musik sei eine Überraschung; Cherry sei während der begrenzten Zeitspanne des Albums in Topform. Er habe sich mit Mogens Bollerup mit einem erstklassigen Partner mit einer und ebenso guten Rhythmusgruppe umgeben. Der Titel The Ambassador from Greenland, mit dem das Album starte, sei eine Bombe, bei dem Cherry und Tenorsaxophonist Bollerup eine berauschende Mischung aus Bop und freiem Stil spielten und die Rhythmusgruppe hinter ihnen einen Sturm entfachte.